# 阿久根警察署
阿久根警察署（あくねけいさつしょ）は鹿児島県阿久根市にある、鹿児島県警察の警察署である。
なお、管轄区域は鹿児島県阿久根市と出水郡長島町である。

## 概要
- 所在地：鹿児島県阿久根市赤瀬川3852-1
- 管轄区域：鹿児島県阿久根市・出水郡長島町
- 運転免許証の更新：可能
- 運転免許証の再交付：可能
- 運転免許証の失効に伴う新規免許証の申請：可能

※2008年（平成20年）10月1日から鹿児島市内3ヶ所の警察署（鹿児島中央警察署・鹿児島西警察署・鹿児島南警察署）を除く鹿児島県内の25ヶ所の警察署と4ヶ所の幹部派出所（甑島幹部派出所・垂水幹部派出所・喜界幹部派出所・与論幹部派出所）で運転免許証の更新や再交付、運転免許証の失効に伴う新規免許証の申請が管轄区域に関わらずできるようになる。但し、身体障害者運転適性検査装置等による検査が必要な者と運転免許効力停止処分中の者は除く。

## 組織
- 警務課
- 会計課
- 生活安全刑事課
- 地域課
- 交通課
- 警備課

## 交番
- 阿久根中央交番（あくねちゅうおう・阿久根市晴海町1番地）

## 駐在所
- 大川駐在所（おおかわ・阿久根市大川8352番地1）
- 脇本駐在所（わきもと・阿久根市脇本6959番地1）
- 鷹巣駐在所（たかのす・出水郡長島町鷹巣1874番地5）
- 指江駐在所（さすえ・出水郡長島町指江542番地2）

## 隣接する施設
- 阿久根地区交通安全協会
- ホンダカーズさつま阿久根店
- ファミリーマート阿久根赤瀬川店
- 寿しまどか阿久根店

## 主な未解決事件
- 阿久根市強盗殺人事件